# 大府市民活動センター
大府市民活動センター（おおぶしみんかつどうセンター）は、「市民活動の場の提供」として設置され、NPO設立や市民活動の支援などを行う施設。愛称は「コラビア」 。愛称のコラビアは、Collaboration（コラボレーション）の短縮装飾造語である。
オープンは2009年4月1日。管理運営は指定管理者である特定非営利活動法人愛知ネットが行う。
同施設では、NPOや市民活動団体設立の支援や、各団体同士の交流、人材の育成、市民活動希望者へのコーディネートなどを行っている。また、ランチスーペースの「こらび庵」では、不定期ではあるがワンデイシェフによる料理の提供が行われている。このほか、毎年3月にはコラビアまつりが開催され賑をみせる。

## 施設
- 交流スペース
- 印刷室
- 会議室(大･小)
- 団体活動室(インキュベート・オフィス)
- 料理室
- 情報室
- 相談室

など

## 交通アクセス
- JR東海道本線「大府駅」西口より、徒歩約15分。タクシーで約5分[8]。